# 東三省總督

东三省总督辖地

東三省總督（穆麟德轉寫：dergi ilan goloi uheri kadalara amban），正式官銜為總督東三省等處地方兼管三省將軍、奉天巡撫事，是清朝九位最高級的封疆大臣之一，在清末總管奉天省、吉林省和黑龍江省三省的軍民政務。历任东三省总督均在位于奉天府（今沈阳市）的总督府办公，但理论上，吉林、黑龙江行省公署也为其办公驻地。

## 沿革
清朝入关后视东北为“龙兴之地”，采用与汉地不同的管理制度，逐步设立三个将军辖区。东三省总督前身為康熙元年（1662年）所置的辽东將軍，后改为奉天将军、盛京将军。
光緒元年（1875年），盛京将军崇實建议将军一职改为“管理兵刑两部、兼管奉天府尹事务，加兵部尚书衔”，另颁“总督奉天旗民地方军务”關防一颗，并加“兼理粮饷”字样，此建议经朝廷审议后执行。盛京将军统揽奉天民政、财政、军事大权，成为事实上的“总督”，奉天也因而具行省之实。此后，吉林将军、黑龍江將軍吏治也进行类似的改制。
光绪年间的甲午战争、八国联军之役与日俄战争严重动摇清朝在东北地区的统治，清政府被迫寻求东北统治模式的变革。光绪三十二年（1906年），载振、徐世昌赴东北考察探访，提出东三省改制建议。
光緒三十三年三月己亥（1907年4月20日），東北正式改制，三個將軍轄區改建為奉天、吉林、黑龙江三个行省，裁撤吉林将军和黑龙江将军，改盛京將軍为東三省總督，並加授欽差大臣的頭銜。东三省总督同时为三省最高行政、军事长官，理论駐地分別為三省的行省公署，但原则上在奉天行省公署办公。同年五月壬辰（6月12日），徐世昌正式上任首任东三省总督。
宣統元年（1909年）正月，徐世昌调回中央，任职郵傳部尚书，錫良接任东三省总督。
宣统二年（1910年），东三省总督兼任奉天巡撫。
宣统三年（1911年）三月，錫良告病离职，赵尔巽继任，为末任东三省总督。同年10月，辛亥革命爆发。次年2月12日，清帝逊位，东三省总督一职仅历三任，不到五年时间便告终结。

## 歷任總督
| 序次 | 姓名   | 籍贯/旗籍    | 上任时间                           | 卸任时间                       | 卸任原因/备注  |
| 1    | 徐世昌 | 直隶省天津府 | 光绪三十三年五月壬辰 1907年6月12日 | 宣统元年正月庚子 1909年2月9日  | 调郵傳部尚书   |
| 2    | 錫良   | 蒙古镶蓝旗   | 宣统元年正月庚子 1909年2月9日      | 宣统三年三月庚申 1911年4月20日 | 因病开缺       |
| 3    | 趙爾巽 | 汉军正蓝旗   | 宣统三年三月庚申 1911年4月20日     | 中華民國元年 1912年3月15日     | 改任東三省都督 |